# 체비 체이스
코닐리어스 크레인 "체비" 체이스(Cornelius Crane "Chevy" Chase, 1943년 10월 8일 ~ )는 미국의 배우이다.

## 출연 작품
- 위험한 거래
- 아빠수업
- 투명인간의 사랑
- 커뮤니티